# Horacio Valenzuela
Horacio del Carmen Valenzuela Abarca (n. Santiago, Chile, 5 de abril de 1954) es un obispo chileno que fue obispo de la diócesis de Talca de 1996 a 2018. Anteriormente fue obispo auxiliar de la arquidiócesis de Santiago de Chile. 

## Primeros años de vida
Horacio Valenzuela nació en la ciudad de Santiago, el 5 de abril de 1954 en el seno de una familia católica. Luego de haber estudiado por un tiempo Ciencias forestales en la Universidad de Concepción y en la Universidad de Chile.

## Vida religiosa
Ingresó al Pontificio Seminario Mayor de Santiago. Fue ordenado sacerdote el 17 de agosto de 1985. Ese mismo año fue nombrado vicario parroquial de Talagante, y entre los años 1988 y 1990 fue párroco de Mallarauco. En 1990 fue nombrado párroco de San Luis Beltrán, en la comuna de Pudahuel, Santiago, y en el año 1993 fue nombrado vicario episcopal de la zona oeste.

### Ordenación episcopal
El 11 de marzo de 1995 fue nombrado obispo titular de Gummi in Proconsulari y obispo auxiliar de la arquidiócesis de Santiago de Chile, por el papa Juan Pablo II. El Mismo Pontifice lo nombró obispo de Talca el 12 de diciembre de 1996, sucediendo a monseñor Carlos González Cruchaga.

### Renuncia al obispado
El 2011, el Vaticano declaró a Fernando Karadima, párroco de la iglesia del Sagrado Corazón de Jesús, de avenida El Bosque, en el barrio alto de Santiago, culpable de abusar sexualmente de menores, en ocasiones por la fuerza. El 28 de junio de 2018, renuncia voluntariamente al cargo de obispo de la diocesis de Talca. Valenzuela había sido formado por Fernando Karadima y negó los abusos cuando las víctimas de Karadima hicieron pública su denuncia. Junto con Juan Barros, Tomislav Koljatic y Andrés Arteaga, fue acusado de encubrir los abusos del ex párroco de El Bosque. Renunció voluntariamente al cargo de obispo de la diosesis de Talca para aportar en el restablecimiento del orden y tranquilidad de los feligreses, pidiendo perdón a quienes causo sufrimiento y presto poca atención según sus propias palabras. "Quisiera a todos pedirles que me puedan perdonar tantas deficiencias y limitaciones que el Señor conoce" fueron parte de sus palabras
"Horacio Valenzuela sostuvo: «Siempre vi que saludaba de beso en la mejilla, nunca vi tocaciones en los genitales, a lo más una palmada en las nalgas. Nunca sufrí los besos cuneteados (…). Respecto de la forma en cómo ejercía la dirección espiritual hay que considerar el carácter fuerte del padre Fernando lo que lo llevaba a corregir severamente con el fin de educar: mi experiencia es que esto no fue para ejercer presiones, control y manipulación indebidas. A mí me corrigió hartas veces y lo agradezco. Todos éramos personas adultas y si alguno se sintió incómodo podía alejarse (…). De haber visto lo que se señala no habría llevado a mis sobrinos que son mi “regalía máxima”»."